# هنري بكنغهام (ناشر)
هنري بكنغهام (بالإنجليزية: Henry Buckingham)‏ هو ناشر أمريكي، ولد في 28 مايو 1830 في مقاطعة هورون في الولايات المتحدة، وتوفي في 25 يناير 1916.